# مدينة الكويت لرياضة المحركات
مدينة الكويت لرياضة المحركات هي 5.609 كـم (3.485 ميل) حلبة سباق سيارات في الكويت، تقع على بعد 56 كـم (35 ميل) جنوب مدينة الكويت. الحلبة الرئيسة هي أول حلبة في الكويت حاصلة على رخصة من الدرجة الأولى للاتحاد الدولي للسيارات، ورخصة من الدرجة الأولى للاتحاد الدولي للدراجات النارية. تهدف مدينة الكويت لرياضة المحركات إلى وضع الكويت في صدارة فعاليات رياضة السيارات العالمية.

## تاريخ
صممت هذه الحلبة من مصمم حلبة الفورمولا 1، هيرمان تيلك، في أوائل عام 2017. تولت شركة KCC للهندسة والمقاولات أعمال البناء بتكلفة بلغت 49 مليون دينار كويتي (162 مليون دولار أمريكي). وقد اكتمل بناء الحلبة في ديسمبر 2018، وافتتحت في عام 2019.  ومن المقرر إجراء المزيد من التطويرات حول الحلبة، بما في ذلك مركز تسوق "مدينة الترفيه".
كان الحدث الأول الذي أقيم في الحلبة هو الجولة الافتتاحية بطولة الشرق الأوسط للراليات 2019 في 28 مارس. 
فيما يتعلق بسلسلة سباقات السيارات الدولية، كانت سلسلة 24 ساعة هي الحدث الأول، والذي أقيم في 2 ديسمبر 2022.

## الأحداث
سابق
- كأس الشرق الأوسط لسلسلة 24 ساعة
  - 12 ساعة في الكويت (2022-2023)
- بطولة السعودية للفورمولا 4 (2024)
- بطولة الإمارات للفورمولا 4 (2023)
- بطولة فورمولا الإقليمية للشرق الأوسط (2023)
- كأس راديكال الكويت (2023-2024)

## أرقام قياسية
اعتبارًا من ديسمبر 2023، أُدرجت أسرع لفة سباق رسمية في مدينة الكويت للسيارات على النحو التالي:
| فئة                                                        | وقت                                           | سائق                                          | عربة                                          | حدث                                                     |
| حلبة الجائزة الكبرى: 5.609 كم (2019–حتى الآن)              | حلبة الجائزة الكبرى: 5.609 كم (2019–حتى الآن) | حلبة الجائزة الكبرى: 5.609 كم (2019–حتى الآن) | حلبة الجائزة الكبرى: 5.609 كم (2019–حتى الآن) | حلبة الجائزة الكبرى: 5.609 كم (2019–حتى الآن)           |
| ---------------------------------------------------------- | --------------------------------------------- | --------------------------------------------- | --------------------------------------------- | ------------------------------------------------------- |
| صيغة إقليمية                                               | 1:47.600                                      | جوشوا دوفك                                    | تاتوس F3 T-318                                | الجولة الأولى لبطولة الكويت الإقليمية للشرق الأوسط 2023 |
| جي تي 3                                                    | 1:52.062                                      | زدينو ميكولاسكو                               | لامبورغيني هوراكان GT3                        | سباق 12 ساعة في الكويت 2022                             |
| الفورمولا 4                                                | 1:54.295                                      | جيمس وارتون                                   | تاتوس F4-T421                                 | الجولة الأولى لبطولة الكويت للفورمولا 4 الإماراتية 2023 |
| كأس بورشه كاريرا                                           | 1:55.272                                      | سيرجيو نيكولاي                                | بورشه 911 (992) GT3 Cup                       | سباق 12 ساعة في الكويت 2022                             |
| سيارة سياحية TCR                                           | 2:01.297                                      | كانتاساك كوسيري                               | CUPRA León Competición TCR                    | سباق 12 ساعة في الكويت 2022                             |
| جي تي 4                                                    | 2:01.330                                      | برادلي إليس                                   | أستون مارتن فانتاج AMR GT4                    | سباق 12 ساعة في الكويت 2022                             |
| حلبة سباق الجائزة الكبرى البديلة: 5.160 كم (2019–حتى الآن) |                                               |                                               |                                               |                                                         |
| جي تي 3                                                    | 1:43.065                                      | سيرجيو نيكولاي                                | بورشه 911 (992) GT3 R                         | سباق 12 ساعة في الكويت 2023                             |
| كأس بورشه كاريرا                                           | 1:46.229                                      | كريستوفر زوكلينج                              | بورشه 911 (992) GT3 Cup                       | سباق 12 ساعة في الكويت 2023                             |
| جي تي 4                                                    | 1:51.804                                      | تشارلي روبرتسون                               | بي ام دبليو M4 GT4                            | سباق 12 ساعة في الكويت 2023                             |

## روابط خارجية
- موقع مدينة الكويت لرياضة المحركات

قالب:24H Series circuits